# Гопинат, Гита
Гита Гопинат (Gita Gopinath; род. 8 декабря 1971, Майсур, Индия) — американский экономист, специалист по международным финансам и макроэкономике. Первый заместитель директора-распорядителя Международного валютного фонда с 2022 года; главный экономист МВФ с 2019 по 2022 год. Доктор философии, профессор Гарвардского университета, член Американской академии искусств и наук (2018) и Эконометрического общества (2018).

## Биография
Окончила Lady Shri Ram College (бакалавр), получила магистерские степени в Delhi School of Economics и Вашингтонском университете, а также степень доктора философии по экономике в Принстоне (научные руководители Кеннет Рогофф, Бен Бернанке и Пьер-Оливье Гуринша).
В 2001—2005 ассистент-профессор экономики Школы бизнеса им. Бута Чикагского университета. Преподаёт экономику в Гарварде с 2005 года. Ныне именной профессор (John Zwaanstra Professor) международных исследований и экономики Гарварда
Содиректор программы по международным финансам и макроэкономике Национального бюро экономических исследований.
Соредактор American Economic Review (с 2017).
Шеф-экономист МВФ (с января 2019 по январь 2022), первая женщина в этой должности. С января 2022 первый заместитель директора-распорядителя МВФ.
Замужем, есть сын.

## Награды и отличия
- Выбрана в Молодые глобальные лидеры на Всемирном экономическом форуме-2011
- Называлась в числе 25 Indians to Watch по версии Financial Times (2012)
- Называлась в числе топ-25 экономистов младше 45 лет по версии IMF в 2014 году
- Distinguished Alumnus Award, Вашингтонский университет (2017)
- Вошла в список Топ-100 мировых мыслителей по версии журнала Foreign Policy (2019)[5]
- Pravasi Bharatiya Samman[англ.]